# Suzanne Seggerman
Suzanne Seggerman est une personnalité américaine du jeu vidéo, fondatrice du mouvement Games for Change.
Lors de la Game Developers Conference 2015, elle a reçu un prix de la Higher Education Video Game Alliance.